# Mémoires vives (livre)
Pour les articles homonymes, voir Mémoires vives (homonymie).

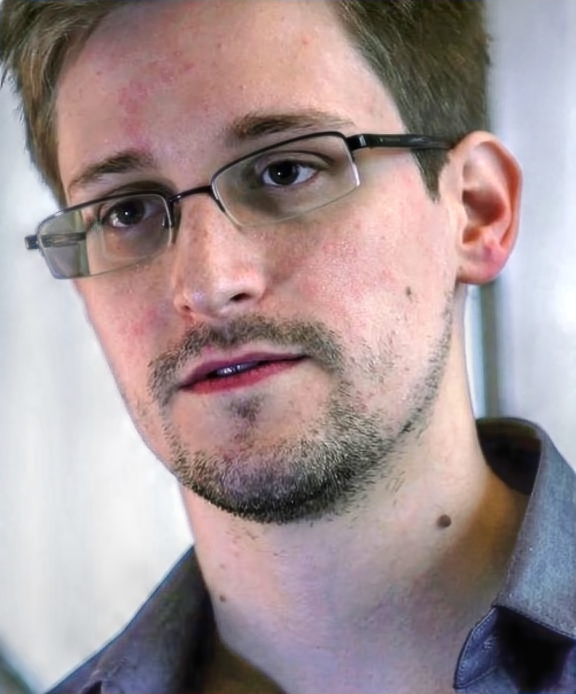

Mémoires vives est l'autobiographie du lanceur d'alerte Edward Snowden, dont les révélations ont suscité un débat mondial sur la surveillance. Elle a été publiée le 17 septembre 2019, journée de la Constitution aux États-Unis. Le livre décrit l'enfance de Snowden ainsi que son mandat à la Central Intelligence Agency et à la National Security Agency et ses motivations pour la fuite d'informations hautement classifiées en 2013 qui ont donné lieu à de nombreuses révélations sur les programmes de surveillance.
Après la libération, les États-Unis ont intenté un procès contre Snowden pour violation présumée des accords de non-divulgation avec la CIA et la NSA. La poursuite ne vise pas à restreindre le contenu du livre ou sa distribution, mais à s'approprier le  profit que Snowden en tire. Le livre a été censuré en Chine, et le contenu retiré comprend des commentaires sur les États autoritaires, les technologies de soutien à la vie privée et le droit à la vie privée.

## Résumé
Il y raconte sa décision de divulguer les informations sur la surveillance de masse et les raisons de ce choix ainsi que le chemin parcouru pour en arriver là.

### Première partie
Né en 1983, Snowden raconte qu'il a grandi dans une famille militaire patriotique à Elizabeth City, en Caroline du Nord, puis qu'il a déménagé à Crofton, au Maryland, juste avant son neuvième anniversaire. À Crofton, son père travaillait comme adjudant-chef dans la Division du génie aéronautique au quartier général de la Garde côtière américaine et sa mère à la National Security Agency (NSA),.
C'est son père qui l'a initié à l'informatique, en utilisant son ordinateur domestique Commodore 64. Dès l'âge de douze ans environ, il est devenu obsédé par l'Internet, utilisant un accès commuté à Internet et essayant de passer « chaque moment de son éveil » en ligne. L'Internet des années 1990 était un espace libérateur, dit-il, où l'adoption et le rejet de différents avatars pouvaient ouvrir des possibilités d'expression et de connexion plus authentiques. Il a fini par apprendre la programmation informatique et est devenu pirate informatique à l'adolescence, détournant son attention de ses travaux scolaires au détriment de ses notes. Il se souvient d'un cas où il a découvert une faille de sécurité sur le site Web du Laboratoire national de Los Alamos. Il a appelé le laboratoire pour l'en informer et a ensuite reçu un appel d'un homme qui l'a remercié et lui a offert un emploi une fois qu'il aurait eu 18 ans.
Vers la fin de sa première année à l'école secondaire Arundel, les parents de Snowden divorçaient et vendaient leur maison de Crofton. Il a emménagé dans l'appartement de sa mère près d'Ellicott City. Au début de sa deuxième année, il était exceptionnellement fatigué et on a fini par lui diagnostiquer une mononucléose infectieuse. Il a manqué quatre mois de cours, et on lui a dit qu'il devrait répéter sa deuxième année. Au lieu de cela, il a abandonné l'école secondaire Arundel et s'est inscrit au Collège communautaire Anne Arundel (AACC), où il a suivi des cours deux jours par semaine. Plus tard, il a également réussi les examens de General Educational Development (GED) dans un lycée près de Baltimore, une promesse qu'il s'est faite à lui-même lorsqu'il a abandonné.
Snowden a commencé à travailler à la pige comme concepteur de sites Web pour une femme de sa classe de japonais à l'AACC. Il voulait faire avancer sa carrière, en suivant un cours de certification Microsoft au Computer Career Institute d'un campus satellite de l'Université Johns Hopkins.
Les attentats du attentats du 11 septembre 2001 vont marquer un tournant pour lui et pour son pays. Il a dix-huit ans et ressent une grande ferveur nationaliste, qui le pousse à se mettre lui aussi au service de l’État. Snowden s'est engagé dans l'armée américaine pour montrer qu'il n'était pas « juste un cerveau dans un bocal ». Il était en passe de devenir sergent des forces spéciales grâce à l'option d'enrôlement 18X, mais qu'il avait subi des fractures de stress pendant son entraînement à Fort Benning en Géorgie. Snowden dit que son plus grand regret a été son propre « soutien réfléchi et inconditionnel » à la guerre contre le terrorisme et la « promulgation de politiques secrètes, de lois secrètes, de tribunaux secrets et de guerres secrètes » qui en a résulté.
Snowden voulait toujours servir son pays et a réalisé qu'il avait tenu son talent pour la technologie pour acquis, et a recommencé à prendre des cours au Collège communautaire Anne Arundel. Sachant qu'il aurait besoin d'une habilitation de sécurité de haut niveau pour travailler dans une agence de renseignement, il a cherché des emplois qui permettraient de parrainer sa demande d'enquête sur les antécédents à portée unique. Il est devenu employé au Center for Advanced Study of Language (d) de l'université du Maryland, un centre de recherche parrainé par la NSA. À peu près à la même époque, il a rencontré sa petite amie Lindsay Mills par le biais du site Hot or Not. Il a finalement réussi le polygraphe à champ complet et a obtenu l'habilitation de sécurité top-secret (connue sous le jargon TS/SCI), terminant son dernier entretien à la NSA Friendship Annex à l'âge de vingt-deux ans.

### Deuxième partie
Après avoir participé à un salon de l'emploi en 2006 au Ritz-Carlton à Tysons Corner, en Virginie, Snowden a accepté une offre d'emploi à la Central Intelligence Agency (CIA) et a été affecté à la division des communications mondiales au siège de la CIA à Langley, en Virginie. En mars 2007, la CIA a posté Snowden sous couverture diplomatique à Genève, en Suisse, où il était responsable du maintien de la sécurité des réseaux informatiques. En février 2009, Snowden a démissionné de la CIA.
Peu de temps après, Snowden a accepté un poste de consultant pour la NSA au Japon, mais il était officiellement un employé de Perot Systems (qui a été racheté par Dell peu après son arrivée). Il a travaillé au Centre technique du Pacifique (PTC) de la NSA, à la base aérienne de Yokota. Son travail consistait à « aider à connecter l'architecture des systèmes de la NSA avec ceux de la CIA ».

À une occasion, le PTC a organisé une conférence avec des briefings donnés par des experts de toutes les composantes du renseignement. La conférence a porté sur la manière dont les services de renseignement chinois ciblent la communauté du renseignement américaine et sur la manière dont la Communauté du renseignement des États-Unis peut y répondre. Lorsque le seul présentateur de technologie n'a pu assister à la dernière minute, Snowden est choisi pour le remplacer dans l'évaluation des capacités de surveillance de la Chine. Il est resté debout toute la nuit à préparer son exposé, passant au crible les rapports top secrets du réseau de la NSA et du réseau de la CIA. Il a été stupéfait de voir à quel point la Chine était capable de collecter, de stocker et d'analyser constamment les milliards de communications téléphoniques et Internet quotidiennes de ses plus d'un milliard de citoyens,. Cependant, Snowden a commencé à croire qu'il était impossible pour les États-Unis d'avoir autant d'informations sur ce que les Chinois faisaient sans avoir fait eux-mêmes certaines des mêmes choses. Snowden admet cependant qu'à l'époque, il a « tempéré » son malaise et a pleinement soutenu la surveillance défensive et ciblée. Il s'est montré encore plus méfiant lorsqu'il a lu, à peu près à la même époque, le rapport non classifié sur le programme de surveillance du président. Ses soupçons l'ont poussé à chercher le rapport classifié, mais il n'a pas réussi à le trouver. Ce n'est que plus tard, bien après qu'il l'ait oublié, que la version classifiée est apparue par erreur sur son bureau. Après avoir lu le rapport, il dit qu'il a passé des mois dans un triste état d'hébétude : 

« Je me sentais plus adulte que jamais, mais aussi maudit en sachant que nous avions tous été réduits à quelque chose comme des enfants, qui seraient forcés de vivre le reste de notre vie sous la supervision omnisciente de leurs parents. Je me sentais comme un imposteur, faisant des excuses à Lindsay pour expliquer ma maussaderie. Je me sentais comme un imbécile, comme quelqu'un aux compétences techniques soi-disant sérieuses qui avait en quelque sorte aidé à construire une composante essentielle de ce système sans en réaliser le but. Je me sentais utilisé, en tant qu'employé de la communauté du renseignement qui, seulement maintenant, se rendait compte que depuis le début, je protégeais non pas mon pays mais l'État. Je me sentais surtout violé. »

Snowden a déménagé à Columbia dans le Maryland en 2011, travaillant toujours pour Dell mais maintenant rattaché à nouveau à la CIA. Il avait changé de poste pour un poste commercial, un changement qu'il décrit comme une façon de se distraire de son malaise et de commencer à avoir une vie normale. Cependant, l'essor du cloud computing a perturbé Snowden. Il a commencé à exprimer ses inquiétudes à Lindsay. À peu près à la même époque, Snowden a commencé à éprouver des étourdissements intenses et, finalement, sa première crise d'épilepsie. Après une série de crises, Snowden a pris un congé d'invalidité de courte durée chez Dell. Le dernier chapitre de la deuxième partie, « Sur le canapé », décrit le temps qu'il a passé à se rétablir sur le canapé bleu de sa mère ainsi que ses réflexions sur les États autoritaires et la vie privée dans le contexte du printemps arabe de 2011.

### Troisième partie
En mars 2012, il a commencé à travailler au Tunnel, une ancienne usine d'avions transformée en installation de la NSA située sous un champ d'ananas à Kunia, sur l'île d'Oahu, à Hawaï. Il travaillait comme consultant de la société Dell pour le compte de la NSA. Snowden a déménagé à Hawaï pour un style de vie plus détendu et des tâches moins stressantes, afin de diminuer les déclencheurs de ses crises d'épilepsie. Il était le seul employé du Bureau du partage de l'information, où il travaillait comme administrateur de systèmes Microsoft SharePoint. C'est à cette époque qu'il a commencé à rechercher activement les capacités de surveillance et les abus de la NSA. Dans le cadre de son travail, M. Snowden a mis au point un système appelé Heartbeat qui créait une file d'attente automatisée à partir des documents classifiés affichés sur les tableaux de lecture de la communauté du renseignement. Heartbeat recherchait en permanence des documents nouveaux et uniques et créait une sorte de flux d'information agrégé personnalisé pour chaque employé, en fonction de ses intérêts et de son habilitation de sécurité. Heartbeat était très complet, accédant au-delà du réseau de la NSA aux réseaux de la CIA et du FBI ainsi qu'au système mondial de communication des renseignements du département de la Défense des États-Unis, un système très secret. Les serveurs de Heartbeat stockaient une copie de chaque document scanné, permettant à Snowden d'effectuer « le genre de recherches approfondies entre agences dont les chefs de la plupart des agences ne pouvaient que rêver ». Snowden dit que presque tous les documents qu'il a ensuite divulgués aux journalistes ont été reçus par Heartbeat.
Snowden évoque la Constitution des États-Unis et soutient que la communauté du renseignement l'a « piratée » en agissant en toute impunité de pouvoirs exécutif, législatif et judiciaire. Il discute également de l'histoire de la dénonciation et soutient que les termes « fuite » et « dénonciation » ne devraient pas être utilisés de façon interchangeable parce qu'il croit que la « fuite » est faite par intérêt personnel et non par intérêt public.
Lorsque Snowden a décidé de rendre l'affaire publique, il s'est rendu compte qu'il devait avoir des preuves, sinon il risquait d'être mis en doute. Il a choisi de ne pas s'auto-publier pour éviter d'être « perdu parmi les fous », ces gens qui affichent chaque jour des secrets classifiés sur Internet. Il a évité WikiLeaks parce qu'il pensait que leur nouvelle stratégie de publier les fuites telles qu'elles sont reçues ne serait pas différente de l'auto-publication. Il estimait que la publication massive de documents n'était pas appropriée car les documents récupérés étaient trop « embrouillés et techniques ». Il a pensé au New York Times, mais n'a pas été impressionné par la façon dont Bill Keller a intentionnellement retardé la publication de rapports sur le programme de surveillance électronique de la NSA jusqu'après la réélection de George W. Bush en 2004. Il a choisi un certain nombre de journalistes à contacter, principalement la documentariste Laura Poitras et le journaliste Glenn Greenwald. Il a communiqué avec eux par courrier électronique sous les pseudonymes Cincinnatus, Citizenfour et Verax. Pour rester anonyme, il s'est lancé dans le Wardriving, exploitant les réseaux locaux Wi-Fi avec une antenne et un GPS tout en conduisant sa voiture dans les environs d'Oahu. Il a utilisé le réseau Tor et le logiciel Kismet, fonctionnant sur le système d'exploitation Tails ce qui lui a permis d'usurper facilement l'adresse MAC de son ordinateur portable.
Sous couvert de tests de compatibilité, Snowden a transféré des documents du serveur Heartbeat vers des PC de bureau Dell obsolètes depuis son bureau, puis sur des cartes SD après les avoir dupliqués, compressés et chiffrés. Il a sorti les cartes SD en toute sécurité, les cachant dans un Rubik's Cube, dans sa chaussette, dans sa joue et dans sa poche. À la maison, il les a transférées sur un seul disque externe qu'il a laissé sur son bureau.
Il a quitté Dell le 15 mars 2013 et a commencé à travailler comme « analyste de l'infrastructure » au National Threat Operations Center (NTOC) à Honolulu en passant par un emploi de consultant chez Booz Allen Hamilton. Le NTOC avait accès à XKeyscore. Snowden a vu des collègues de travail utiliser XKeyscore pour consulter des informations sur leurs amants actuels et anciens, appelés LOVEINT. Il se souvient également d'une fois où il a été touché par cette situation, en regardant une vidéo personnelle d'un père et de son jeune fils.
Entre mars et mai 2013, Snowden a commencé à se préparer rapidement à quitter le pays, vidant ses comptes bancaires et effaçant et chiffrant ses vieux ordinateurs. Il a fait des recherches sur sa destination la plus sûre et la plus propice, en se limitant à Hong Kong. Le lendemain du départ de Lindsay pour un voyage de camping, Snowden a pris un congé d'urgence pour raisons médicales, invoquant l'épilepsie. Il a apporté quatre ordinateurs portables avec lui : un pour les communications sécurisées, un pour les communications normales, un leurre et un ordinateur portable qui ne s'était jamais connecté à aucun réseau et qui ne serait jamais utilisé pour le faire. Il s'est envolé pour Tokyo puis pour Hong Kong le 20 mai 2013, en payant en liquide les deux fois.
Il a séjourné à l'hôtel The Mira Hong Kong, où Glenn et Laura l'ont rencontré le 2 juin 2013. Entre le 3 et le 9 juin, dans la chambre d'hôtel de Snowden, Glenn et son collègue du Guardian, Ewen MacAskill, ont interviewé Snowden, tandis que Laura filmait ce qui allait plus tard figurer dans son documentaire Citizenfour (2014), lauréat d'un Oscar. Le 5 juin, le Guardian a publié le premier article de Glenn, sur le mandat de la cour fédérale américaine créée par la loi Foreign Intelligence Surveillance Act (FISA) qui ordonnait à l'entreprise américaine de télécommunications Verizon de fournir à la NSA un flux quotidien contenant des « métadonnées téléphoniques »,. Le 6 juin, The Guardian a publié la révélation de Glenn Greenwald sur PRISM, suivi de l'article du Washington Post le 7 juin. L'identité de Snowden a été révélée le 9 juin par le biais d'une interview vidéo réalisée par Laura et publiée sur le site Web du Guardian. Le gouvernement américain a inculpé Snowden en vertu de la loi sur l'espionnage le 14 juin et a demandé officiellement son extradition le 21 juin, date du 30e anniversaire de Snowden.
Accompagné de Sarah Harrison de WikiLeaks, Snowden a tenté de se rendre en Équateur pour obtenir l'asile politique. Ils prévoyaient de se rendre à Moscou, puis à La Havane, puis à Caracas, puis à Quito, en Équateur, parce qu'ils ne pouvaient pas prendre un vol direct de Hong Kong et que tous les autres vols de correspondance passaient par l'espace aérien des États-Unis. Ils sont arrivés à l'aéroport international Cheremetievo de Moscou le 23 juin, mais ils ont été pris à part et interrogés par un homme du Service fédéral de sécurité de la fédération de Russie (FSB). L'homme a demandé à Snowden de travailler pour eux, mais ce dernier a rejeté l'offre et a déclaré qu'il n'avait pas l'intention de rester en Russie. L'homme a été surpris et a informé Snowden que le département d'État américain avait annulé son passeport. Il a demandé à Snowden de partager des informations avec eux, mais il a refusé. Snowden a été détenu à Cheremetievo pendant quarante jours, au cours desquels il a demandé l'asile politique à vingt-sept pays, mais aucun ne lui a offert. Le 1er août, le gouvernement russe a accordé à Snowden l'asile temporaire.
L'avant-dernier chapitre du livre est composé d'entrées tirées du journal de Lindsay Mills de 2013. Snowden a expliqué que personne d'autre qu'elle n'avait l'expérience ou le droit de raconter cette période de sa vie : " les interrogatoires du FBI, la surveillance, l'attention de la presse, le harcèlement en ligne, la confusion et la douleur, la colère et la tristesse ".
Dans le dernier chapitre, "Amour et exil", Snowden exprime ses sentiments sur l'impact de ses révélations, notamment l'affaire ACLU c. Clapper et le Règlement général sur la protection des données de l'Union européenne, et ses espoirs pour l'avenir de la technologie et de la vie privée. Il discute également de l'adaptation à la vie à Moscou avec Lindsay. Dans la dernière phrase du chapitre, Snowden révèle que Lindsay et lui se sont mariés en 2017.

## Procès
Le jour même de la sortie du livre, le gouvernement américain en réclame l'intégralité des recettes ainsi que celles des interventions publiques d'Edward Snowden, ajoutant l'accusation de violation de contrat. L'association American Civil Liberties Union a pris la défense du lanceur d'alerte,.

## Censure
Le 11 novembre 2019, Snowden a indiqué sur son compte Twitter que l'édition chinois simplifié de Mémoires vives, publiée en Chine continentale, avait été censurée. Des parties du livre ont été retirées, en violation de son accord d'édition. La version chinoise a supprimé l'observation de Snowden sur les motivations des manifestants du Printemps arabe : « Les foules appelaient à la fin de l'oppression, de la censure et de la précarité. Ils déclaraient que dans une société vraiment juste, le peuple n'était pas responsable devant le gouvernement, le gouvernement était responsable devant le peuple ». La section suivante, dans laquelle Snowden commente la nature des États autoritaires, a également été largement censurée. Dans cette section, Snowden écrit, « Les états autoritaires ne sont généralement pas des gouvernements de lois, mais des gouvernements de dirigeants, qui exigent la loyauté de leurs sujets et sont hostiles à la dissidence ». La version chinoise a également censuré les références de Snowden au Tor, le cyber-espionnage militaire chinois et ses capacités, le Grand Firewall de Chine, ainsi que la caractérisation de Snowden de Hong Kong comme ayant une "autonomie nominale". La version chinoise censurait également des sujets qui n'étaient pas directement liés à la Chine, notamment le commentaire de Snowden sur le Hong Kong. Snowden a invité les personnes le suivant sur Twitter à l'aider à créer une « version correcte et intégrale » de Mémoires vives qui sera publiée librement en ligne,,.